# Giro d'Italia 2017
Jubilejní 100. ročník Giro d'Italia probíhal od 5. do 28. května 2017. Odstartován byl v Algheru na Sardinii a zakončen časovkou jednotlivců v Miláně. Celková délka byla 3609 km rozdělených do 21. etap. Vítězem se stal nizozemský cyklista Tom Dumoulin, druhý skončil Kolumbijec Nairo Quintana a třetí Ital Vincenzo Nibali.

## Etapy
| Etapa | Datum  | Trasa                               | Vzdálenost (km) | Vítěz              | Průběžný lídr     |
| ----- | ------ | ----------------------------------- | --------------- | ------------------ | ----------------- |
| 1     | 5. 5.  | Alghero – Olbia                     | 206             | Lukas Pöstlberger  | Lukas Pöstlberger |
| 2     | 6. 5.  | Olbia – Tortolì                     | 221             | André Greipel      | André Greipel     |
| 3     | 7. 5.  | Tortolì – Cagliari                  | 148             | Fernando Gaviria   | Fernando Gaviria  |
| 4     | 9. 5.  | Cefalù – Etna                       | 181             | Jan Polanc         | Bob Jungels       |
| 5     | 10. 5. | Pedara – Messina                    | 159             | Fernando Gaviria   | Bob Jungels       |
| 6     | 11. 5. | Reggio di Calabria – Terme Luigiane | 217             | Silvan Dillier     | Bob Jungels       |
| 7     | 12. 5. | Castrovillari – Alberobello         | 224             | Caleb Ewan         | Bob Jungels       |
| 8     | 13. 5. | Molfetta – Peschici                 | 189             | Gorka Izagirre     | Bob Jungels       |
| 9     | 14. 5. | Montenero di Bisaccia – Blockhaus   | 149             | Nairo Quintana     | Nairo Quintana    |
| 10    | 16. 5. | Foligno – Montefalco                | 39,8            | Tom Dumoulin       | Tom Dumoulin      |
| 11    | 17. 5. | Florencie – Bagno di Romagna        | 161             | Omar Fraile        | Tom Dumoulin      |
| 12    | 18. 5. | Forlì – Reggio Emilia               | 229             | Fernando Gaviria   | Tom Dumoulin      |
| 13    | 19. 5. | Reggio Emilia – Tortona             | 167             | Fernando Gaviria   | Tom Dumoulin      |
| 14    | 20. 5. | Castellania Coppi – Oropa           | 131             | Tom Dumoulin       | Tom Dumoulin      |
| 15    | 21. 5. | Valdengo – Bergamo                  | 199             | Bob Jungels        | Tom Dumoulin      |
| 16    | 23. 5. | Rovetta – Bormio                    | 222             | Vincenzo Nibali    | Tom Dumoulin      |
| 17    | 24. 5. | Tirano – Canazei                    | 219             | Pierre Rolland     | Tom Dumoulin      |
| 18    | 25. 5. | Moena – Ortisei                     | 137             | Tejay van Garderen | Tom Dumoulin      |
| 19    | 26. 5. | Innichen – Piancavallo              | 191             | Mikel Landa        | Nairo Quintana    |
| 20    | 27. 5. | Pordenone – Asiago                  | 190             | Thibaut Pinot      | Nairo Quintana    |
| 21    | 28. 5. | Autodromo Nazionale Monza – Milán   | 29,3            | Jos van Emden      | Tom Dumoulin      |